# Jerko Gržinčič
Jerko Gržinčič, hrvaški rimskokatoliški duhovnik, salezijanec, fizik, matematik, glasbenik, zborovodja in skladatelj, * 29. avgust 1905, Klana, Hrvaška (takrat Avstro-Ogrska), † 4. marec 1985, Ljubljana.

## Življenje in delo
Ljudsko šolo je obiskoval v rojstnem kraju, nižjo gimnazijo v Ljubljani, višjo pa v Krakovu na Poljskem, kjer je leta 1924 tudi maturiral. Bogoslovje je študiral v Torinu in bil leta 1931 na Rakovniku posvečen v mašnika. Nato je osem let deloval kot salezijanski duhovnik na Radni pri Sevnici in Ljubljani. Na konservatoriju Glasbene matice v Ljubljani je študiral kompozicijo in pri prof. Slavku Ostercu z odliko diplomiral. Leta 1939 je odšel v Zagreb in na zagrebški univerzi diplomiral iz fizike in matematike. Kot vzgojitelj in profesor je deloval v Ljubljani in kasneje v Zagrebu. Po vojni je bil prof. fizike, matematike, tujih jezikov in glasbe v Zagrebu, Varaždinu in Rovinju. Povsod, kjer je služboval, je vodil pevske zbore ter prirejal koncerte in operete. Leta 1968 je za pet let odšel k svojemu sošolcu iz Torina, škofu Guarendiu v Ekvador, se leta 1973 vrnil v Rovinj in 1982 kot upokojenec naselil v Črnučah.
Napisal je številne božične, Marijine, evharistične in priložnostne skladbe. Med njegovimi  glasbenimi deli so izšle tudi naslednje zbirke: Jezuščku, tri božične pesmi (1936), opereta Miklavž prihaja (1937), Kristusu kralju, pet pesmi za VI. mednarodni kongres Kristusa Kralja v Ljubljani leta 1939. Stanko Premrl je o kongresu poročal, da je med mašo, ki jo je daroval papežev delegat, pelo na bežigrajskem stadionu pod vodstvom Jerka Gržinčiča, Antona Dolinarja in Matije Tomca okoli 30.000 mladih pevcev.